# タオンギ環礁

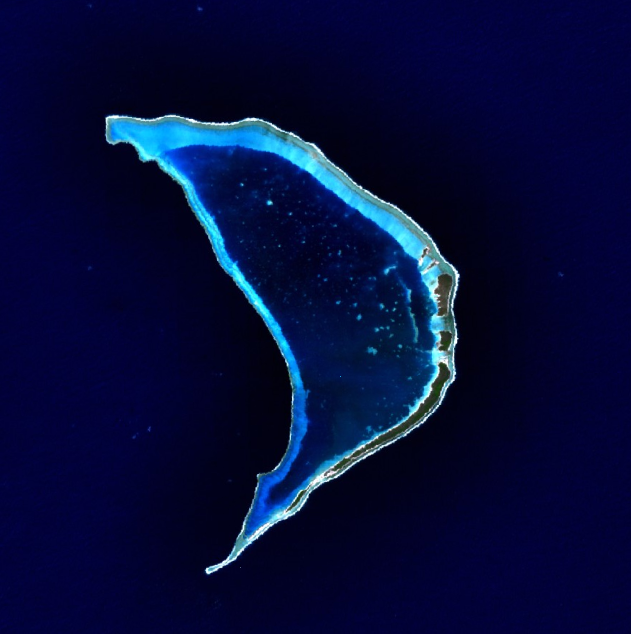
衛星写真(NASA NLT Landsat 7)

タオンギ環礁 (Taongi Atoll)は、太平洋にあるマーシャル諸島領の環礁。ラタック列島の最北部、北緯14度32分、東経169度00分に位置する。面積は3.2km2で無人。78km2のラグーンとその周囲の11の島からなる。1526年8月21日、スペイン人の探検家 Alonso de Salazarにより発見された。